# Minuides
Genre
Minuides est un genre d'opilions laniatores de la famille des Zalmoxidae.

## Distribution
Les espèces de ce genre se rencontrent au Brésil, au Pérou, en Colombie, au Venezuela et à Cuba.

## Liste des espèces
Selon World Catalogue of Opiliones (19/10/2021) :
- Minuides americanus (Roewer, 1952)
- Minuides koepckei Roewer, 1956
- Minuides milleri Šilhavý, 1978
- Minuides oedipus Roewer, 1963
- Minuides rudicoxa Roewer, 1949
- Minuides setosa Sørensen, 1932

## Publication originale
- Henriksen, 1932 : « Descriptiones Laniatorum (Arachnidorum Opilionum Subordinis). Opus posthumum recognovit et edidit Kai L. Henriksen. » Det Kongelige Danske Videnskabernes Selskabs skrifter, Naturvidenskabelig og Mathematisk Afdeling, sér. 9, vol. 3, no 4, p. 197–422.